# Plassay
Plassay är en kommun i departementet Charente-Maritime i regionen Nouvelle-Aquitaine i västra Frankrike. Kommunen ligger  i kantonen Saint-Porchaire som ligger i arrondissementet Saintes. År 2022 hade Plassay 817 invånare.

## Befolkningsutveckling
Antalet invånare i kommunen Plassay
Referens:INSEE